# Accademia tecnica militare
L'Accademia tecnica militare Ferdinando I è un'università pubblica con sede a Bucarest.

## Storia
L'università è stata istituita con il decreto 371 del 14 settembre 1949 al fianco dell'Accademia militare, dell'Accademia militare-politica e dell'Accademia dei riservisti, attraverso la riorganizzazione della cosiddetta scuola di guerra, istituto d'istruzione militare creato nel 1937 da Carlo II di Romania.
Durante la Repubblica Socialista di Romania l'Accademia tecnica militare si è fusa con l'Università nazionale di difesa "Carlo I".
Il 17 maggio 1990 il decreto 550 del governo ha riorganizzato la struttura degli istituti militari con la rifondazione dell'Accademia tecnica militare, che nel documento era intesa come istituto d'istruzione superiore politecnico militare subordinato al ministero della difesa, specializzato nella formazione di ufficiali ingegneri e sotto-ingegneri per l'esercito.

## Struttura
L'Accademia tecnica militare forma personale per le strutture di difesa del paese: ministero della difesa, ministero degli interni, Serviciul Român de Informații, Serviciul de Informații Externe, Serviciul de Protecție și Pază e Administrația Națională a Penitenciarelor.